# Amblyomma splendidum
Amblyomma splendidum är en fästingart som beskrevs av Christoph Gottfried Andreas Giebel 1877. Amblyomma splendidum ingår i släktet Amblyomma och familjen hårda fästingar. Inga underarter finns listade i Catalogue of Life.